# Aberzen
Aberzen est une série de bande dessinée de Marc N'Guessan coloriée par Christophe Gibelin (tomes 1 à 3) puis Delphine Rieu (tome 4) et publiée par Soleil de 2002 à 2005.

## Albums

### Série classique
- 1 Commencer par mourir, Soleil, Autres mondes, Toulon, 2001
Scénario et dessin : Marc N'Guessan - Couleurs : Christophe Gibelin[1]
- 2 Plusieurs noms pour le bleu, Soleil, Autres mondes, Toulon, 2002
Scénario et dessin : Marc N'Guessan - Couleurs : Christophe Gibelin
- 3 Au-delà des mers sèches, Soleil, Autres mondes, Toulon, 2003
Scénario et dessin : Marc N'Guessan - Couleurs : Christophe Gibelin
- 4 Un temps par-dessus l'autre, Soleil, Autres mondes, Toulon, 2005
Scénario et dessin : Marc N'Guessan - Couleurs : Delphine Rieu

### Intégrale
- 1 Aberzen[2], Soleil, La Preuve par 3, Toulon, 2003
Scénario et dessin : Marc N'Guessan - Couleurs : Christophe Gibelin